# Steel Pulse
Steel Pulse – brytyjski zespół reggae założony w dzielnicy Handsworth w Birmingham przez Davida Hindsa (główny wokal, gitara), Basila Gabbidona (gitara prowadząca, wokal) oraz Ronniego McQueena (bas).
Kariera tego zespołu rozwinęła się od koncertów z brytyjskimi grupami punk jak Generation X, XTC czy The Stranglers w ramach ruchu Rock Against Racism. Od tamtego czasu byli oni sześć razy nominowali do Nagrody Grammy (raz wygrywając dzięki albumowi Babylon the Bandit w 1987) i są jedynym zespołem reggae, który grał podczas prezydenckiej inauguracji (u Billa Clintona w 1993 roku).

## Dyskografia

### Albumy studyjne
- Handsworth Revolution (1978)
- Tribute to the Martyrs (1979)
- Caught You (1980)
- True Democracy (1982)
- Earth Crisis (1984)
- Babylon the Bandit (1986)
- State of Emergency (1988)
- Victims (1991)
- Vex (1994)
- Rage and Fury (1997)
- African Holocaust (2004)

### Albumy koncertowe
- Rastafari Centennial: Live in Paris – Elysee Montmartre (1992)
- Living Legacy (1998)

### Kompilacje
- Short Circuit: Live at the Electric Circus (1977) (na jednym utworze- Makka Splaff)
- Urgh! A Music War (1981)
- Reggae Greats (1984)
- Smash Hits (1993)
- Rastanthology (1996)
- Sound System: The Island Anthology (1997)
- Ultimate Collection (2000)
- 20th Century Masters: The Millennium Collection: The Best of Steel Pulse (2004)